# Ludwika Róża Ossolińska
Ludwika Róża Ossolińska herbu Topór, (ur. 25 sierpnia 1797 w Wyszkowie, zm. 11 lutego 1850 w Krakowie) – polska pisarka i poetka, filantropka.
Jej ojcem był Jan Onufry Ossoliński (1760–1812), starosta drohicki, poseł, powstaniec kościuszkowski, a dziadkiem – Aleksander Maciej Ossoliński (zm. po 1789), poseł, starosta drohicki, miecznik wielki litewski. Jej matką była Florentyna z Dembowskich z Dębowej Góry, herbu Jelita, córka Aleksandra i Zofii z Wisłockich.
Gdy zmarła jej matka, została z siostrą Julią oddana przez ojca do pensji we Lwowie. Z powodu przebytej w dzieciństwie choroby, pozostała do końca życia kaleką. Zaopiekowała się nią Józefa z Ossolińskich Morstin, a potem Emilia z Ossolińskich Krasińska.
W Radziejowicach, gdzie przebywała u Emilii Krasińskiej poznała Elżbietę Jaraczewską, powieściopisarkę, która dostrzegła u niej talent literacki. Dzięki niej, rozpoczęła wydawanie swych wierszy i opowiadań przeznaczonych głównie dla dzieci i utrzymywała się z renty wypłacanej przez rodzinę.
Zmarła 11 lutego 1850 roku w Krakowie i tam też została pochowana na cmentarzu Rakowickim. Prawie wszystkie jej rękopisy powierzone po śmierci Paulinie z Krasińskich Górskiej spłonęły w czasie pożaru Krakowa w 1850 roku. W tym też roku ukazały się drukiem w Krakowie powieści Ossolińskiej pt. Przygody Zosi oraz Kolęda i Podwieczorek na wsi, dwa obrazki dramatyczne.

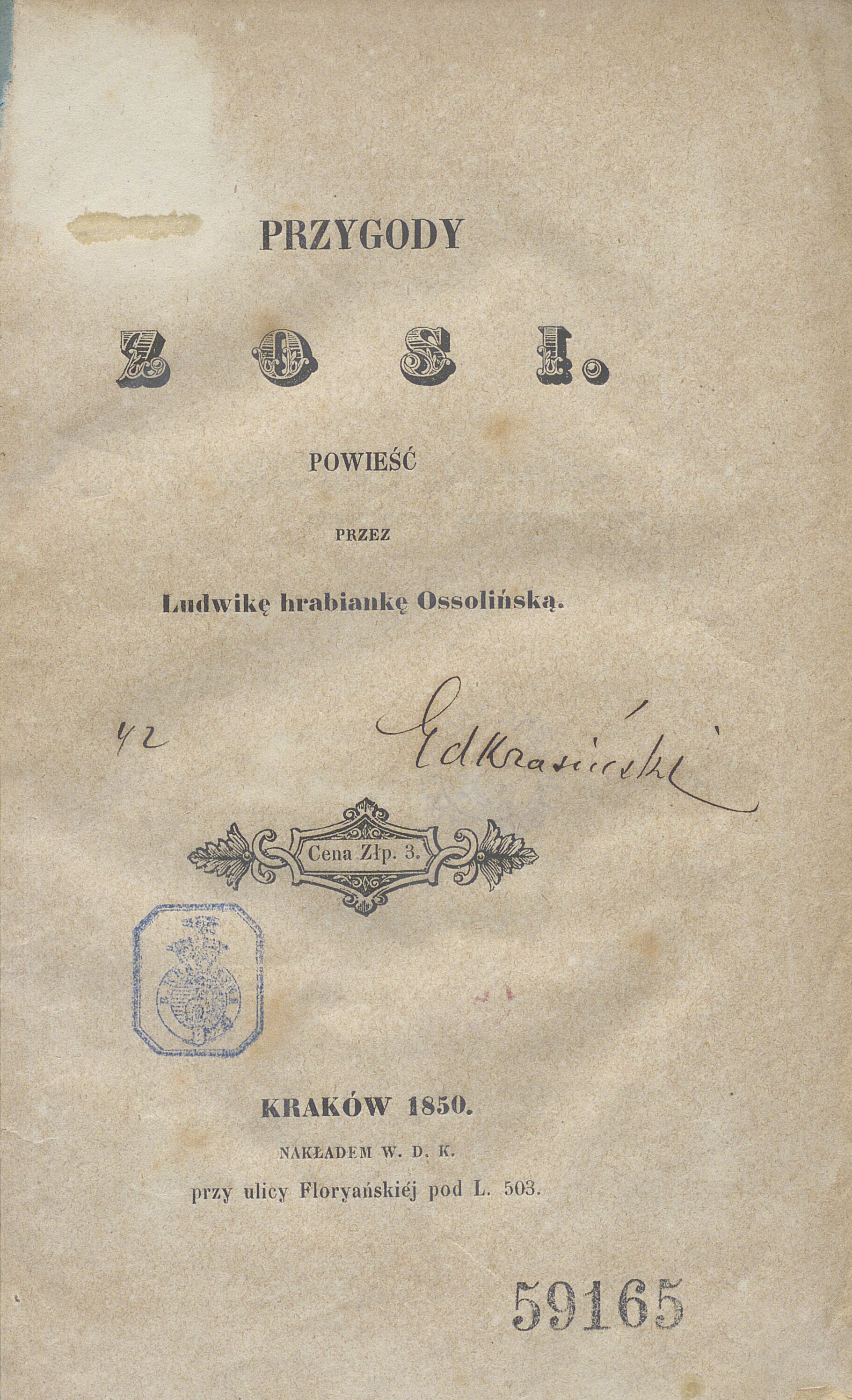
Przygody Zosi - powieść 1850
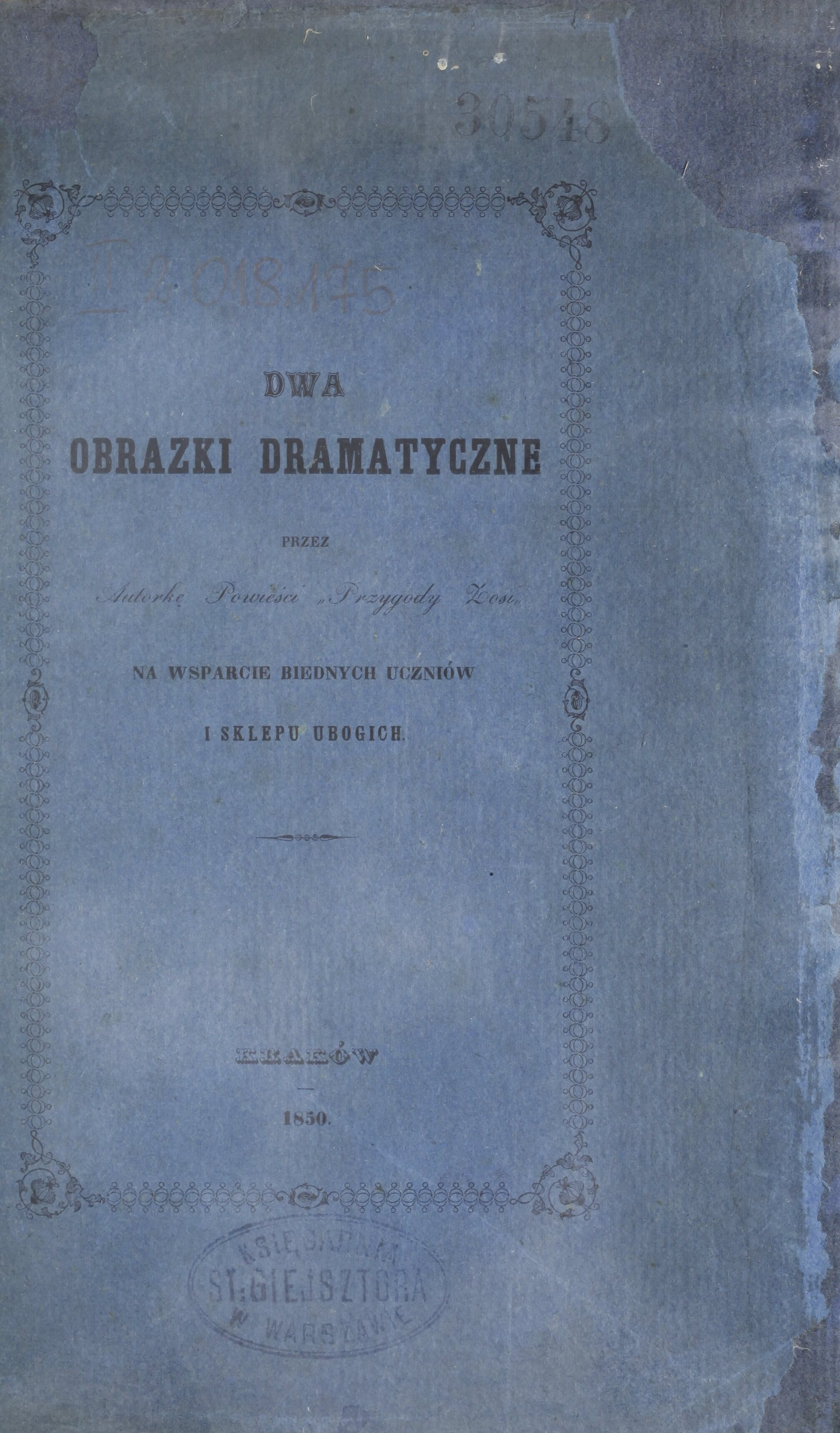
Kolenda i podwieczorek na wsi - dwa obrazki dramatyczne 1850